# Csaba Ali
Csaba Ali (* 4. November 1946 in Eger; † 28. Dezember 2020 in Budapest) war ein ungarischer Schwimmer.

## Biografie
Csaba Ali wurde von 1963 bis 1970 zehnfacher ungarischer Meister und stellte zahlreiche Landesrekorde auf. Er nahm an den Olympischen Sommerspielen 1964 in Tokio teil.  Dort startete er im Wettkampf über 400 m Lagen und mit der ungarischen Staffel über 4 × 200 m Freistil. Beide Male schied er jedoch im Vorlauf aus.
Nach seiner aktiven Laufbahn war er als Schwimmtrainer in Szolnok tätig. Csaba Ali hatte am Tanárképző Főiskolán in Eger Mathematik und Physik auf Lehramt studiert und unterrichtete später an Schulen in Eger.